# Persone di nome Vitalij
| Questa pagina contiene informazioni ricavate automaticamente dalle voci biografiche con l'ausilio del template Bio e di un bot. L'aggiornamento è periodico e automatico e ricostruisce completamente la pagina. Se manca una persona in questa lista, sei pregato di non aggiungerla, ma accertati piuttosto che la sua voce biografica contenga il template Bio e che i dati anagrafici siano correttamente compilati. Se il template Bio manca, inseriscilo tu stesso o, in alternativa, metti l'avviso {{tmp\|Bio}} che ne segnala la mancanza. Se i dati riportati sono sbagliati, correggi direttamente la voce biografica; le modifiche saranno visibili in questa lista entro pochi giorni. Per chiarimenti vedi il progetto antroponimi. La lista contiene solo le 125 persone che sono citate nell'enciclopedia e per le quali è stato implementato correttamente il template Bio. Pagina aggiornata al 16 ott 2024. |

Questa è una lista di persone presenti nell'enciclopedia che hanno il prenome Vitalij, suddivise per attività principale.

## Agenti segreti(1)
- Vitalij Šlykov, agente segreto e politico russo (n. 1934 - † 2011)

## Allenatori di atletica leggera(1)
- Vitalij Petrov, allenatore di atletica leggera ucraino (Donec'k, n. 1945)

## Allenatori di calcio(5)
- Vitalij Grišin, allenatore di calcio e ex calciatore russo (Mosca, n. 1980)
- Vitalij Kosovs'kyj, allenatore di calcio e ex calciatore ucraino (Ostroh, n. 1973)
- Vitalij Ševčenko, allenatore di calcio e ex calciatore sovietico (Baku, n. 1951)
- Vitalij Vernydub, allenatore di calcio e ex calciatore ucraino (Zaporižžja, n. 1987)
- Vitalij Vicenec', allenatore di calcio e ex calciatore ucraino (Peršotravens'k, n. 1990)

## Alpinisti(1)
- Vitalij Michajlovič Abalakov, alpinista e ingegnere sovietico (Enisejsk, n. 1906 - Mosca, † 1986)

## Artisti marziali misti(2)
- Vitalij Bigdaš, artista marziale misto russo (Rostov sul Don, n. 1984)
- Vitalij Minakov, artista marziale misto e judoka russo (Brjansk, n. 1985)

## Attori(1)
- Vitalij Solomin, attore russo (Čita, n. 1941 - Mosca, † 2002)

## Calciatori(34)
- Vitalij Abramov, ex calciatore kazako (Shakhtinsk, n. 1974)
- Vitalij Balašov, calciatore ucraino (Odessa, n. 1991)
- Vitalij Bojko, calciatore ucraino (Voznesens'ke, n. 1997)
- Vitalij Botnar', calciatore moldavo (Bălți, n. 2001)
- Vitalij Bujal's'kyj, calciatore ucraino (Kalynivka, n. 1993)
- Vitalij But, calciatore sovietico (Novorossijsk, n. 1972)
- Vitalij Chmel'nyc'kyj, calciatore e allenatore di calcio sovietico (Tymošivka, n. 1943 - Kiev, † 2019)
- Vitalij D'jakov, ex calciatore russo (Krasnodar, n. 1989)
- Vitalij Denisov, calciatore uzbeko (Tashkent, n. 1987)
- Vitalij Fedoriv, calciatore ucraino (Meždureč'e, n. 1987)
- Vitalij Fedotov, calciatore ucraino (Donec'k, n. 1991)
- Vitalij Gudiev, calciatore russo (Vladikavkaz, n. 1995)
- Vitalij Hemeha, calciatore ucraino (Stepanky, n. 1994)
- Vitalij Hoškoderja, calciatore ucraino (Donec'k, n. 1988)
- Vitalij Ivanko, ex calciatore ucraino (Charkiv, n. 1992)
- Vitalij Kalešin, ex calciatore russo (Krasnodar, n. 1980)
- Vitalij Kol'cov, calciatore ucraino (Moivka, n. 1994)
- Vitalij Kvašuk, calciatore ucraino (Kiev, n. 1993)
- Vitalij Lux, calciatore kirghiso (Kara-Balta, n. 1989)
- Vitalij Lyscov, calciatore russo (Voronež, n. 1995)
- Vitalij Lysyc'kyj, ex calciatore ucraino (Svitlovods'k, n. 1982)
- Vitalij Mandzjuk, ex calciatore ucraino (Vilino, n. 1986)
- Vitalij Mykolenko, calciatore ucraino (Čerkasy, n. 1999)
- Vitalij Parachnevyč, ex calciatore ucraino (Donec'k, n. 1969)
- Vitalij Havryš, ex calciatore ucraino (Černihiv, n. 1986)
- Vitalij Jermakov, calciatore ucraino (Rubižne, n. 1992)
- Vitalij Ponomar, ex calciatore ucraino (Kup"jans'k, n. 1990)
- Vitalij Pryndeta, calciatore ucraino (Dubno, n. 1993)
- Vitalij Reva, ex calciatore ucraino (Dnipropetrovs'k, n. 1974)
- Vitalij Staruchin, calciatore sovietico (Minsk, n. 1949 - Donec'k, † 2000)
- Vitalij Syčëv, calciatore russo (Barnaul, n. 2000)
- Vitalij Ustinov, calciatore russo (Mosca, n. 1991)
- Vitalij Volkov, ex calciatore russo (Mosca, n. 1981)
- Vitalij Šachov, calciatore russo (Severny, n. 1991)

## Canoisti(1)
- Vitalij Galkov, canoista sovietico (n. 1939 - † 1998)

## Cantanti(1)
- Vitalij Kozlovs'kyj, cantante ucraino (Leopoli, n. 1985)

## Cantautori(1)
- Vitas, cantautore e attore russo (Daugavpils, n. 1979)

## Cestisti(6)
- Vitalij Fridzon, cestista russo (Klincy, n. 1985)
- Vitalij Kovalenko, cestista ucraino (Brovary, n. 1984)
- Vitalij Nosov, ex cestista e allenatore di pallacanestro russo (Mosca, n. 1968)
- Vitalij Potapenko, ex cestista e allenatore di pallacanestro ucraino (Kiev, n. 1975)
- Vitalij Zastuchov, cestista sovietico (Erevan, n. 1947 - Erevan, † 2001)
- Vitalij Zotov, cestista ucraino (Lozova, n. 1997)

## Ciclisti su strada(2)
- Vitalij Buc, ex ciclista su strada ucraino (Mykolaïv, n. 1986)
- Vitalij Kokorin, ex ciclista su strada russo (Mosca, n. 1975)

## Combinatisti nordici(1)
- Vitalij Hrebenjuk, combinatista nordico ucraino (n. 2001)

## Cosmonauti(2)
- Vitalij Ivanovič Sevast'janov, cosmonauta, politico e ingegnere sovietico (Krasnoural'sk, n. 1935 - Mosca, † 2010)
- Vitalij Michajlovyč Žolobov, cosmonauta e ingegnere sovietico (n. 1937)

## Discoboli(1)
- Vitalij Sidorov, ex discobolo ucraino (Khichuri, n. 1970)

## Fisici(1)
- Vitalij Lazarevič Ginzburg, fisico sovietico (Mosca, n. 1916 - Mosca, † 2009)

## Fondisti(2)
- Vitalij Denisov, ex fondista russo (Barnaul, n. 1976)
- Vitalij Puchkalo, fondista kazako (n. 1992)

## Generali(1)
- Vitalij Gerasimov, generale russo (Kazan', n. 1977)

## Giocatori di calcio a 5(1)
- Vitalij Brun'ko, ex giocatore di calcio a 5 ucraino (Kiev, n. 1976)

## Hockeisti su ghiaccio(9)
- Vitalij Aab, hockeista su ghiaccio tedesco (Karaganda, n. 1979)
- Vitalij Anikeenko, hockeista su ghiaccio russo (Kiev, n. 1987 - Jaroslavl', † 2011)
- Vitalij Atjušov, hockeista su ghiaccio russo (Penza, n. 1979)
- Vitalij Davydov, ex hockeista su ghiaccio sovietico (Mosca, n. 1939)
- Vitalij Eremeev, ex hockeista su ghiaccio kazako (n. 1975)
- Vitalij Kolesnik, hockeista su ghiaccio kazako (n. 1979)
- Vitalij Prochorov, ex hockeista su ghiaccio russo (Mosca, n. 1966)
- Vitalij Proškin, ex hockeista su ghiaccio russo (Ėlektrostal', n. 1976)
- Vitalij Višnevskij, ex hockeista su ghiaccio russo (Charkiv, n. 1980)

## Imprenditori(1)
- Vitalij Malkin, imprenditore e politico russo (Pervoural'sk, n. 1952)

## Judoka(2)
- Vitalij Kuznecov, judoka sovietico (Tatarstan, n. 1941 - Mosca, † 2011)
- Vitalij Makarov, ex judoka russo (Tegul'det, n. 1974)

## Lottatori(2)
- Vitalij Kabaloev, lottatore russo (n. 1996)
- Vitalij Konstantinov, ex lottatore russo (Kalmayur, n. 1949)

## Lunghisti(1)
- Vitalij Kyrylenko, ex lunghista ucraino (Charkiv, n. 1968)

## Militari(3)
- Vitalij Markiv, militare ucraino (Chorostkiv, n. 1989)
- Vitalij Movčan, militare ucraino (Kup"jans'k, n. 1998 - Tr'ochizbenka, † 2022)
- Vitalij Volodymyrovyč Skakun, militare ucraino (Berežany, n. 1996 - Heničes'k, † 2022)

## Multiplisti(2)
- Vitalij Smirnov, ex multiplista uzbeko (Ekaterinburg, n. 1978)
- Vitalij Žuk, multiplista bielorusso (n. 1996)

## Nuotatori(2)
- Vitalij Sorokin, nuotatore sovietico (Leningrado, n. 1935 - † 1995)
- Vitalij Ušakov, nuotatore e pallanuotista sovietico (Mosca, n. 1920 - † 1987)

## Pallamanisti(1)
- Vitalij Ivanov, ex pallamanista russo (Chemnitz, n. 1976)

## Pallanuotisti(1)
- Vitalij Jurčik, pallanuotista russo (n. 1983)

## Pentatleti(1)
- Vitalij Budovs'kyj, pentatleta ucraino (n. 1978)

## Piloti automobilistici(1)
- Vitalij Petrov, ex pilota automobilistico russo (Vyborg, n. 1984)

## Pistard(2)
- Vitalij Petrakov, ex pistard russo (Tula, n. 1954)
- Vitalij Popkov, ex pistard e ciclista su strada ucraino (Novoselycja, n. 1983)

## Pittori(2)
- Vitalij Komar, pittore russo (Mosca, n. 1943)
- Praski Vitti, pittore russo (Algazino, n. 1936)

## Politici(6)
- Vitalij Vasil'evič Fedorčuk, politico e generale sovietico (Oblast' di Žytomyr, n. 1918 - Mosca, † 2008)
- Vitalij Kim, politico e imprenditore ucraino (Mykolaïv, n. 1981)
- Vitalij Masol, politico ucraino (Olyšivka, n. 1928 - Kiev, † 2018)
- Vitalij Milonov, politico russo (San Pietroburgo, n. 1974)
- Vitalij Ivanovič Vorotnikov, politico sovietico (Voronež, n. 1926 - Mosca, † 2012)
- Vitalij Zacharčenko, politico ucraino (Kostjantynivka, n. 1963)

## Pugili(2)
- Vitalij Dunajcev, pugile russo (Qostanay, n. 1992)
- Vitalij Klyčko, ex pugile e politico ucraino (Belovodskoe, n. 1971)

## Registi(6)
- Vitalij Evgen'evič Aksёnov, regista sovietico (Rostov sul Don, n. 1931 - San Pietroburgo, † 2020)
- Vitalij Kanevskij, regista e sceneggiatore russo (Partizansk, n. 1935)
- Vitalij Michajlovič Kol'cov, regista sovietico (Balašicha, n. 1940 - † 2006)
- Vitalij Lukin, regista sovietico (n. 1960)
- Vitalij Vjačeslavovič Mel'nikov, regista sovietico (Svobodnyj, n. 1928 - San Pietroburgo, † 2022)
- Vitalij Moskalenko, regista sovietico (n. 1954)

## Religiosi(1)
- Vitalij Bajrak, religioso ucraino (Oblast' di Ternopil', n. 1907 - Drohobyč, † 1946)

## Saltatori con gli sci(1)
- Vitalij Kaliničenko, saltatore con gli sci e ex combinatista nordico ucraino (Vorokhta, n. 1993)

## Scacchisti(3)
- Vitalij Aleksandrovič Čechover, scacchista e compositore di scacchi russo (San Pietroburgo, n. 1908 - Leningrado, † 1965)
- Vitalij Valer'evič Ceškovskij, scacchista russo (Omsk, n. 1944 - Krasnodar, † 2011)
- Vitalij Tarasov, scacchista sovietico (Omsk, n. 1925 - Omsk, † 1977)

## Schermidori(5)
- Vitalij Ahejev, ex schermidore sovietico (Angarsk, n. 1964)
- Vitalij Chodosovskij, ex schermidore sovietico (Leningrado, n. 1933)
- Vitalij Logvin, ex schermidore sovietico (Tashkent, n. 1958)
- Vitalij Medvedev, schermidore ucraino (Chirchiq, n. 1983)
- Vitalij Ošarov, schermidore ucraino (n. 1980)

## Slittinisti(1)
- Vitalij Mel'nik, ex slittinista sovietico (Mosca, n. 1966)

## Sollevatori(1)
- Vitalij Dzerbjanëŭ, sollevatore bielorusso (Mahilëŭ, n. 1976 - † 2022)

## Storici(1)
- Vitalij Jakovlevič Vul'f, storico e traduttore russo (Baku, n. 1930 - Mosca, † 2011)

## Tiratori a segno(1)
- Vitalij Romanenko, tiratore a segno sovietico (Kiev, n. 1926 - Kiev, † 2010)

## Velocisti(1)
- Vitalij Savin, ex velocista kazako (Zhezkazgan, n. 1966)

## Vescovi cattolici(1)
- Vitalij Skomarovs'kyj, vescovo cattolico ucraino (Berdyčiv, n. 1963)